# Пећина Ђатло
Пећина Ђатло је пећина која се налази на Коритској висоравни, испод врха Кобиља глава, Општина Гацко, Република Српска, БиХ. Пећина Ђатло представља подземни објекат са најразгранатијим каналима у Републици Српској који су развијени у три нивоа. Канали су фосилни остаци некадашњег воденог тока. Дужина пећине је 1.970 метара. Пећина Ђатло је под заштитом Завода за заштиту културно историјског и природног насљеђа Републике Српске од 2013. године као споменик природе.

## Карактеристике
Пећина се састоји из више канала развијених у различитим нивоима који су међусобно спојени вертикалним каналима. Издвајају се: Главни канал или Канал Антонија Лазића, Скривени канал, I канал са исушеним бигреним кадама, II канал са бигреним кадама, Канал исушене подземне ријеке, III канал са бигреним кадама, Аустријски канал, Централна вертикала и Вертикала перспективе. Укупна дужина пећинских канала износи 1 970 метара а вертикална разлика између улаза и најниже тачке износи 111 метара.
Ђатло карактерише велики број бигрених када, као и акумулативни облици у Каналу исушене подземне ријеке који је најдужи канал цијелог система.